# Chingiz Mustafayev
Chingiz Mustafayev (ur. 11 marca 1991 w Moskwie) – azerski piosenkarz, reprezentant Azerbejdżanu w Konkursie Piosenki Eurowizji 2019.

## Życiorys

### Dzieciństwo i młodość
Urodził się w Moskwie. Gdy miał sześć lat, przeniósł się z rodziną do Qazax w Azerbejdżanie. W wieku 13 lat wraz z matką i bratem przeprowadził się do Baku. Od najmłodszych lat uczył się gry na gitarze, a z czasem zaczął komponować swoją własną muzykę.

### Kariera
Występował w azerskiej wersji Pop Idola, którego jest laureatem. W 2016 brał udział w ukraińskim programie Hołos krajiny.
W 2019 z piosenką „Truth” reprezentował Azerbejdżan w 64. Konkursie Piosenki Eurowizji w Tel Awiwie. 16 maja wystąpił jako ostatni osiemnasty w kolejności w drugim półfinale konkursu i z piątego miejsca zakwalifikował się do finału. 18 maja wystąpił w finale konkursu i uplasował się na ósmym miejscu po zdobyciu łącznie 302 punktów w tym 100 punktów od telewidzów (8. miejsce) i 202 punktów od jurorów (5. miejsce).
W 2020 został trenerem w pierwszej edycji programu The Voice Kids Azerbaijan (azer. Səs Azərbaycan).

## Dyskografia

### Single
| Rok  | Tytuł         | Album |
| ---- | ------------- | ----- |
| 2018 | „Qürbət”      | —     |
| 2018 | „Get”         | —     |
| 2019 | „Tənha gəzən” | —     |
| 2019 | „Truth”       | —     |
| 2019 | „Bir sozle”   | —     |
| 2020 | „Güven Bana”  | —     |